# Чубинцы
Чубинцы (укр. Чубинці) — село, входит в Сквирский район Киевской области Украины. Расположено на реке Раставице.
Население по переписи 2001 года составляло 549 человек. Почтовый индекс — 09023. Телефонный код — 4568. Занимает площадь 3,07 км². Код КОАТУУ — 3224087202.

## Известные уроженцы
- Дегтяренко, Пётр Михайлович (1885—1938) — советский партийный и государственный деятель.

## Местный совет
09023, Київська обл., Сквирський р-н, с.Чубинці, вул.Дехтяренка,1а